# Alexandra van Marken
Alexandra Frederika (Alexandra) van Marken (Haarlem, 1 december 1960) is een Nederlands zangeres, actrice en theaterdocent en regisseur. Ze volgde haar opleiding aan de Studio Herman Teirlinck te Antwerpen en werkte aanvankelijk in Vlaanderen, onder andere met Dirk Tanghe en Franz Marijnen. Toen deze laatste de rock-musical Ik, Jan Cremer regisseerde, kreeg Van Marken er de rol in van Magic Nana. In deze rol viel haar zang- en acteertalent direct op, waardoor zij bij Toneelgroep Amsterdam een contract aangeboden kreeg. In deze jaren was zij tevens de leadzangeres van de meidengroep The Dame, opgericht door Flairck-fluitiste Annet Visser.
In de eerste productie van Toneelgroep Amsterdam, Boom uit de Tropen van Yukio Mishima, debuteerde zij in 1987 als toneelactrice in Nederland. In datzelfde jaar speelde zij in Bakeliet van Gerardjan Rijnders, dé theaterhit van het seizoen 1987/1988. Een jaar later kreeg zij naast Willem Nijholt de vrouwelijke hoofdrol in de musical Cabaret. Nadat ze daarna in 1988 de hoofdrol van Pop speelde in de popmusical ZELDZAAM, kreeg ze in 1989 voor haar zang- acteer- en dansprestaties van de voorgaande jaren De Eerste Prijs, die tot 2010 de Pall Mall Exportprijs heette.
In de jaren daarna toerde zij door het land met verschillende liedprogramma's, o.a. met Corrie van Binsbergen, Albert van Veenendaal en Oene van Geel. Ook werkte ze samen met de Italiaanse componist Luciano Berio, toen zij gevraagd werd zijn  Folk Songs te zingen, begeleid door Reinbert de Leeuw bij de uitreiking in 1995 van de Erasmusprijs aan Renzo Piano, onder andere architect van het Centre Pompidou in Parijs en het NEMO in Amsterdam.  Er verschenen cd's van haar theaterprogramma's In Marmer en Steen, Under the Moon, waarvoor zij  een Edison-nominatie kreeg, en Sinatra! dat zij onder regie van Dirk Tanghe samen met de Vlaamse actrice en zangeres Karin Tanghe op de planken bracht. Ook speelde zij rollen in de films Wilde Harten van Jindra Markus, Eline Vere van de Vlaamse regisseur Harry Kümel en de televisieserie Iris, die door Nouchka van Brakel werd geregisseerd.
Alexandra van Marken trok zich vanaf halverwege de jaren ‘90 meer en meer terug als uitvoerend artiest om tijd voor haar gezin te hebben, al was zij in 2001 nog in Grace The Musical te zien, met muziek van Cy Coleman en onder regie van  Frans Weisz. De musical werd vroegtijdig gestopt maar Van Marken werd niettemin genomineerd voor de Musical Award voor de beste vrouwelijke bijrol. Tegenwoordig is zij docent op de Academie voor Musical- en Muziektheater van Fontys Hogeschool voor de Kunsten, waar zij ook voorstellingen schrijft en regisseert.